# Cairo (Georgia)
Cairo es una ciudad ubicada en el condado de Grady en el estado estadounidense de Georgia. En el censo de 2000, su población era de 9.239 habitantes.

## Demografía
En el 2000 la renta per cápita promedia del hogar era de $23.054, y el ingreso promedio para una familia era de $30.352. El ingreso per cápita para la localidad era de $13.759. Los hombres tenían un ingreso per cápita de $29.063 contra $20.542 para las mujeres.

## Geografía
Cairo se encuentra ubicado en las coordenadas 30°52′40″N 84°12′32″O / 30.87778, -84.20889 (30.877803, -84.208877).
Según la Oficina del Censo, la localidad tiene un área total de 24,2 km² (9,3 mi²), de la cual 24,1 km² (9,3 mi²) es tierra y 0,1 km² (0 mi²) (0.40%) es agua.